# Przeniela dwuplama
Przeniela dwuplama (Epitheca bimaculata) – gatunek ważki z rodziny szklarkowatych (Corduliidae). Występuje w Eurazji – od zachodniej Francji po Rosyjski Daleki Wschód, północno-wschodnie Chiny (prowincja Heilongjiang) i Japonię.
Rozpiętość skrzydeł wynosi około 82 mm, a długość ciała 55–65 mm. W Polsce występuje głównie w północnej i wschodniej części kraju. Preferuje zbiorniki wody stojącej na terenach zalesionych i zacienionych. Imagines latają od połowy maja do czerwca.